# ناتيكسيس
ناتيكسيس هو بنك استثماري فرنسي أُنشئ في نوفمبر 2006 من خلال دمج عمليات إدارة الأصول والخدمات المصرفية الاستثمارية لمجموعة البنك الشعبي ومجموعة صندوق الادخار ‏
يمتلك جروب بي بي سي أي أكثر من 70٪ من ناتيكسيس بينما تُدرج الأسهم العائمة المتبقية في بورصة باريس.
ناتيكسيس توفر البيانات المالية لقسم «الأسواق» على قناة الإخبارية، يورونيوز. في 26 أكتوبر 2010، استحوذ مديري الاستثمار بالبنك على حصة أغلبية في «إدارة الأصول» الناشئة.
في فبراير 2021، قدمت جروب بي بي سي أي (Groupe BPCE) عرض مناقصة لجميع أسهم ناتيكسيس التي لا تمتلكها. اكتمل العرض في يونيو 2021 وشطب سهم ناتيكسيس.

## الاعتراف
- أعلى صاحب العمل فرنسا 2019 شهادة [6]

## روابط خارجية
- الموقع الرسمي